# Rasmus Quist Hansen
Rasmus Nicolai Quist Hansen (født 5. april 1980 i Middelfart) er en dansk roer, der er dobbelt verdensmester og OL-mester 2012 i letvægtsdobbeltsculler sammen med Mads Rasmussen.

## Baggrund og karriere
Rasmus Quist Hansen har roet i Fredensborg Roklub i hele karrieren, der begyndte i 1992. Han kom på landsholdet som juniorroer i 1996 og vandt bronze ved junior-VM det følgende år i den tunge dobbeltfirer. I 2001 blev han sat sammen med Mads Rasmussen i letvægtsdobbeltsculleren med henblik på at skabe et godt resultat ved sommer-OL 2004 i Athen. Her blev det til en 4. plads, men året efter til VM fik parret sølv som blev vekslet til guld ved VM i 2006. Parret satte wed World Cup stævnet i Amsterdan i 2007 ny verdensrekord. Verdensmesterskabet blev forsvaret ved VM i 2007, der også sikrede Danmark deltagelsen ved sommer-OL 2008 i bådtypen. Ved OL i Beijing 2008 forbedrede de to placeringen fra 2004, idet det blev til bronze efter Storbritannien og Grækenland.
Også i 2012 er de to roere kvalificeret til OL, hvilket skete, da de blev nummer fem ved VM i 2011. Ved legene vandt duoen først sit indledende heat i 6:33,11, og de vandt ligeledes semifinalen i tiden 6:33,25. I finalen lå de i lang tid efter det britiske par Zac Purchase og Mark Hunter, men omkring 200 m før mål indhentede danskerne konkurrenterne og holdt dem akkurat bag sig ved målstregen, da de vandt med 6:37,17 mod briternes 6:37,78. Dermed vandt parret den første danske guldmedalje ved legene i London.
Quist Hansen blev i 2021 optaget i Sportens Hall of Fame sammen med Mads Rasmussen.

## Privat
Rasmus Quist Hansen er uddannet VVS-installatør.